# 게버하르트 (랑가우 백작)
게버하르트(Gebhard, ? - 879년)는 프랑크 왕국의 귀족으로 9세기 초 프랑크 왕국 동부(현, 독일)의 유력자이자 랑가우의 백작을 역임했다. 동프랑크와 독일의 귀족 가문인 콘라디안 왕조의 시조였다. 
동프랑크의 국왕인 황제 아르눌프의 황후 오타의 친정 할아버지이며, 루트비히 유아왕의 외증조부, 콘라두스 1세의 증조부가 된다. 일설에는 오를레앙 백작을 지낸 오도 1세(카를 2세의 정비 이르멘트루드의 친정아버지)의 아들이라는 설도 있다.

## 생애
랑가우의 백작(Count of the Lahngau)이었으며, 바이에른의 후작 에르네스토의 처남이었다. 확실하지 않은 일설에 의하면 그는 오를레앙 백작을 지낸 오도 1세의 아들이라고도 한다. 그의 자세한 행적에 대해서는 알려져 있지 않다.
821년부터 826년까지 랑가우의 백작을 역임했다. 이후 그의 자손들은 랑가우의 유력 귀족가문으로 정착했고, 이를 바탕으로 카롤링거 왕조의 외척으로 성장해 나갔다.
왈도 대주교, 네우스트리아의 백작을 지낸 베렝가르 역시 그의 아들이었다. 다른 아들 우도를 통해 튀링겐의 콘라트 1세를 거쳐 동프랑크의 왕을 지낸 콘라두스 1세의 증조부, 그의 딸 쿠니군데의 고조부가 되고, 오토 1세의 사위이자 잘리에르 왕조의 선조가 된 콘라트 적왕과 콘라트 2세의 선조가 된다. 다른 아들인 베렝가르의 딸 오타는 동프랑크의 국왕인 황제 아르눌프의 황후가 된다.

## 가계
- 아들 우도
  - 손자 콘라트 1세
  - 손자며느리 글리스무트, 황제 아르눌프의 서녀
    - 증손자 콘라두스 1세
- 아들 왈도(Waldo), 투에르 성당의 대주교
- 아들 베르툴프(Bertulf), 투에르 성당의 주교
- 아들 베렝가르
  - 손녀 오타
  - 손녀사위 황제 아르눌프
    - 외증손 루트비히 유아왕

## 같이 보기
- 콘라디안 가
- 잘리어 왕조
- 우도
- 베렝가르

## 참고 자료
- The Annals of Fulda. (Manchester Medieval series, Ninth-Century Histories, Volume II.) Reuter, Timothy (trans.) Manchester: Manchester University Press, 1992.